# 恩賜発明賞
恩賜発明賞（おんしはつめいしょう）は公益社団法人発明協会が主催する全国発明表彰の賞。皇室から拝受する御下賜金を基に創設された同表彰の最高賞である。学術の分野における日本学士院恩賜賞、芸術の分野における日本芸術院恩賜賞に対し、産業技術（発明）の分野における恩賜賞。

## 創設の背景
大正15年（1926年）に、帝国発明表彰の恩賜記念賞として創設。当時の受賞者には、後に日本の十大発明家に数えられる豊田佐吉（自動織機の発明）、御木本幸吉（真珠貝仔虫被着法の発明）、高峰譲吉（アドレナリンの発見）、池田菊苗（グルタミン酸ナトリウムの発見）、鈴木梅太郎（米糖中の一成分アベリ酸の製造法の発明）、杉本京太（和文タイプライターの発明）のほか、テレビジョン研究の山本忠興と川原田政太郎、製麺機の真崎照郷ら。
戦後の昭和25年（1950年）より、最も優れた発明でかつ実施効果が特に顕著なものに与えられる恩賜記念賞を恩賜発明賞に改称。以後、昭和28年（1953年）を除き毎年表彰が行われている。

## 過去の受賞者と受賞内容
・過去の受賞者（公益社団法人発明協会ＨＰ）
　

### 最近の受賞
- 平成16年（2004年）度 三菱電機株式会社による暗号化技術の発明に関連した技術者

現在使われている携帯電話の世界的な標準暗号に使われている暗号方式を発明。暗号化・復号のデータ変換処理の高速化が可能で、かつ、安全性が高い。現在の通信に不可欠な日本発の基盤技術である。
- 平成17年（2005年）度 キヤノン株式会社による連続X線撮影装置用大画面センサーの発明に関連した技術者

液晶ディスプレイで使われている薄膜トランジスタ（TFT）と同じ構造の光センサを発明。この発明により巨大なセンサ（40×40cm）の量産が可能になり、X線デジタルカメラの世界市場を作った。X線写真がネックになっていた病院内のデジタル化に大きく貢献している。
- 平成18年（2006年）度 東陶機器（現・TOTO）による光触媒技術性超親水技術（ハイドロテクト）の発明に関連した技術者

二酸化チタン等の光触媒効果によって光が当たることにより物質の表面が超親水になる材料を発明。セルフクリーニング効果で雨により汚れが洗い流される。高層ビルのタイルやガラス等の外装材への利用や数々の応用へ発展している。この市場では本発明により日本が圧倒的に世界をリードしている。
- 平成19年（2007年）度 富士通株式会社による磁気交換結合による熱安定性磁気記録媒体の発明に関連した技術者

HDD媒体の高記録密度化を可能にした発明。1990年初頭には限界と考えられていた1平方インチ当たり40ギガビットの記録密度を大幅に上回る、1平方インチ当たり100ギガビットも可能となった。現在では全世界で生産されているHDDのほぼ全てに適用されている。
- 平成20年（2008年）度 住友金属工業株式会社による超高強度耐サワー低合金油井管の発明に関連した技術者

これまでにない超高強度と耐サワー性（耐硫化物応力割れ性）を兼ね備えた、石油・天然ガス生産用鋼管（油井管）を発明。サワー環境で使用される油井管の最高強度125ksi級（降伏強さ862MPa級、従来は110ksi級=降伏強さ758MPa級）が実現され、4000 - 6000メートル級の天然ガスサワー高深度井戸の開発を可能とした。
- 平成21年（2009年）度 株式会社東芝による液晶テレビの高速応答オーバードライブ技術の発明

液晶テレビは中間調と白または黒との間の変化に要する時間がかかり動画応答が悪いとされてきた。駆動波形として実際に必要な電圧よりも一時的に高い電圧を印加するようにして高速応答を実現した。
- 平成22年（2010年）度 株式会社デンソーによるCO2ヒートポンプ式給湯システムの発明 CO2をヒートポンプの冷媒として用いる場合、お湯を加熱する際に、通常のフロン冷媒で用いられていた凝縮域がなく、超臨界圧状態での熱交換となるため、新たな超臨界圧CO2の制御方法を考案した。これにより、消費電力を従来の電気温水器に対して大幅に低減可能になった。
- 令和03年（2021年）度 キヤノンメディカルシステムズ株式会社による大視野ＣＴ検出器用データ読み出し方法の発明

検出器の各素子内にスイッチを配置し、時分割で信号を取り出すことにより配線数を減少させ、処理回路も処理単位をブロック化し並列処理を行うことで回路数を削減しつつ、CTの要求仕様を満たす高速なデータ読み出しを実現した。これにより、１スキャンで16cmのスキャン範囲を有する大視野CTの製品化に成功した。
- 令和04年（2022年）度 富士通株式会社による振動・光で音を知覚する身体装着型装置の発明

従来の音知覚装置は、光によって音の発生を知らせるものが多く、普段視覚情報に頼って生活しているろう者にとっては負担であったため、触覚を用いて音をフィードバックするアクセサリー型の装置を発明した。
- 令和05年（2023年）度 キリンホールディングス株式会社による乳酸菌を含む免疫賦活用食品組成物の発明 従来、感染予防や治療の手段として、ウイルスに対するワクチンや抗ウイルス剤は、特定ウイルスのみに有効であり、汎用性に乏しいことが課題であった。その免疫の司令塔となるプラズマサイトイド樹状細胞(pDC)を、安全性の高い乳酸菌「Lactococcus lactis subsp. lactis JCM 5805（プラズマ乳酸菌）」で活性化する方法を発明した。

### 過去の一覧
- 平成5年（1993年）度 株式会社日立製作所、他／乾泰二ら5名／複合発電プラントにおける排熱回収ボイラの発明
- 平成6年（1994年）度 キヤノン株式会社、他／遠藤一郎ら6名／Bjプリンタ装置の発明
- 平成7年（1995年）度 武田薬品工業、他／小川泰亮ら4名／薬物の長期徐放マイクロカプセルの発明
- 平成8年（1996年）度 NHK、他／谷岡健吉ら5名／高感度撮像管（ハープ管）の発明
- 平成9年（1997年）度 大成建設株式会社、他／金子研一ら5名／球体シールドの発明
- 平成10年（1998年）度 NTT移動通信網株式会社／梅田成視ら3名／移動無線通信方式の発明
- 平成11年（1999年）度 トヨタ自動車株式会社／井口哲ら7名／NOx吸蔵還元型三元触媒システムの発明
- 平成12年（2000年）度 三菱電機株式会社／伊藤昇ら3名／大型光学望遠鏡の鏡支持システムの発明
- 平成13年（2001年）度 株式会社東芝／岩崎仁志ら6名／HDDの大容量化を実現する巨大磁気抵抗効果型磁気ヘッドの発明
- 平成14年（2002年）度 エーザイ株式会社／杉本八郎ら12名／アルツハイマー型痴呆治療剤・ドネペジルの発明
- 平成15年（2003年）度 松下電器産業株式会社／大嶋光昭ら5名／撮影画像の揺動防止技術
- 平成16年（2004年）度 三菱電機株式会社／松井充ら2名／ディジタル情報の暗号化技術の発明
- 平成17年（2005年）度 キヤノン株式会社／海部紀之ら5名／リアルタイムX線撮影装置用大画面センサーの発明
- 平成18年（2006年）度 東陶機器株式会社、／早川信ら8名／光触媒性超親水技術の発明
- 平成19年（2007年）度 富士通株式会社／岡本巌ら4名／磁気交換結合による熱安定性磁気記録媒体の発明
- 平成20年（2008年）度 住友金属工業株式会社／大村朋彦ら4名／超高強度耐サワー低合金油井管の発明
- 平成21年（2009年）度 株式会社東芝／奥村治彦ら3名／液晶テレビの高速応答オーバードライブ技術の発明
- 平成22年（2010年）度 東京電力株式会社、株式会社デンソー、他／小早川智明、榊原久介ら7名／CO2ヒートポンプ式給湯システムの発明
- 平成23年（2011年）度 ソニー株式会社、他／柏木俊行ら4名／ブルーレイディスクの基本構造と製法の発明
- 平成24年（2012年）度 旭化成株式会社、他／山下昌哉ら2名／電子コンパスの自動調整技術の発明
- 平成25年（2013年）度 大塚製薬株式会社、他／大城靖男ら3名／新規統合失調症治療薬・アリピプラゾールの発明
- 平成26年（2014年）度 富士通株式会社、他／安島雄一郎ら3名／超並列計算機のためのプロセッサの高次元接続技術の発明
- 平成27年（2015年）度 トヨタ自動車株式会社、他／真鍋晃太ら3名／燃料電池を急速暖機する制御方法の発明
- 平成28年（2016年）度 マツダ株式会社／志茂大輔ら3名／低圧縮比クリーンディーゼルエンジンの発明
- 平成29年（2017年）度 株式会社日立製作所、他／藤井祐介ら7名／動体追跡粒子線がん治療装置の発明
- 平成30年（2018年）度 出光興産株式会社／松浦正英ら3名／有機EL素子及び有機発光媒体の発明
- 令和01年（2019年）度 株式会社日立製作所／高田裕一郎ら2名／英国の社会インフラとなった高速鉄道車両（Class800）システムの意匠
- 令和02年（2020年）度 キオクシア株式会社／鬼頭傑ら6名／超高密度3次元フラッシュメモリ構造とその製造方法の発明
- 令和03年（2021年）度 キヤノンメディカルシステムズ株式会社／宮崎博明ら2名／大視野CT検出器用データ読み出し方法の発明
- 令和04年（2022年）度 富士通株式会社／本多達也ら3名／音を振動・光で知覚する身体装着装置の意匠
- 令和05年（2023年）度 キリンホールディングス株式会社／藤原大介ら3名／乳酸菌を含む免疫賦活用食品組成物の発明